# Sainte-Sabine-Born
Sainte-Sabine-Born là một xã, nằm ở tỉnh Dordogne vùng Aquitaine của Pháp. Xã này có diện tích 23,97 kilômét vuông, dân số năm 2005 là 375 người i. Xã nằm ở khu vực có độ cao trung bình 133 m trên mực nước biển.

## Thông tin nhân khẩu
| Năm    | 1962 | 1968 | 1975 | 1982 | 1990 | 1999 | 2005 |
| ------ | ---- | ---- | ---- | ---- | ---- | ---- | ---- |
| Dân số | 527  | 492  | 446  | 383  | 353  | 342  | 375  |